# Robert Beitsch
 (juin 2018).
 (juin 2018).
Robert Beitsch, né le 24 novembre 1991 à Berlin, est un danseur et chorégraphe allemand.

## Carrière de danse
Robert a grandi dans le Brandebourg. Il danse depuis l'âge de 11 ans. À l'âge de 15 ans, il est allé à Berlin pour avoir de meilleures performances dans ce domaine.  
Plus récemment, il a dansé dans le groupe principal S-Latin pour le Berlin-Silver Berlin Tanzsportclub. Depuis 2012, il travaille également comme formateur au BTC Green-Gold du TiB 1848 pour enfants et adolescents. En 2013, il a enseigné la danse aux acteurs de la production télévisée ARD «We Do It for Money», qui jouent principalement dans une école de danse.
En 2015, Robert Beitsch a participé  à la troisième saison de l'émission de danse "Let's Dance"  en compagnie d'Anastasia Bodnar. En 2016, il a participé à la neuvième saison du [Quoi ?] sur RTL dans lequel il a dansé avec la chanteuse Sarah Lombardi et atteint la deuxième place.

## Vie privée
En 2017, il était le partenaire de danse de l'athlète de boxe Susianna Kentikian. Le couple a pris sa retraite dans le sixième épisode. En 2018, il a dansé avec Jessica Paszka, avec qui il a pris sa retraite dans le deuxième épisode. Beitsch a déjà travaillé en tant que chorégraphe pour "Let's Dance" en 2010 et 2011: en 2010 pour Brigitte Nielsen et son partenaire de danse Oliver Tienken et en 2011 pour Andrea Sawatzki et son partenaire de danse Stefano Terrazzino.

## Partenaires de danse célèbres
À partir de 2016, il intègre l'équipe de danseurs professionnels de l'émission Let's Dance sur Sat.1. Il a pour partenaires :  
| Saison | Partenaire          | Place |
| ------ | ------------------- | ----- |
| 9      | Sarah Lombardi (de) | 2.    |
| 10     | Susianna Kentikian  | 9.    |
| 11     | Jessica Paszka (de) | 13.   |
| 12     | Ulrike Frank        | 9.    |
| 13     | Steffi Jones        | 14.   |